# جشنواره فیلم لیسبون و اشتوریل

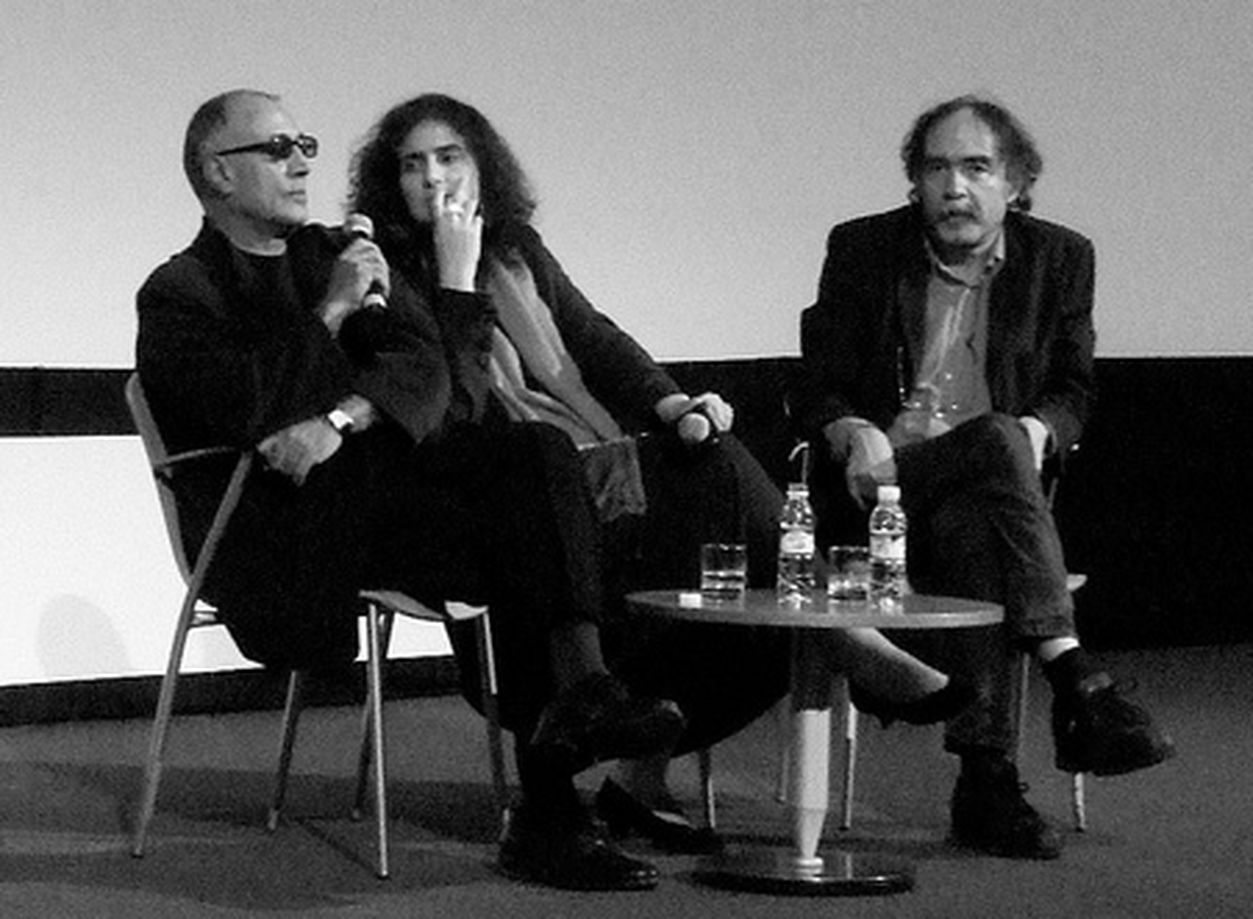
عباس کیارستمی و پائولو برانکو در جشنواره فیلم لیسبون و اشتوریل ۲۰۱۰

جشنواره فیلم لیسبون و اشتوریل (انگلیسی: Lisbon & Estoril Film Festival) یا LEFFEST، شناخته شده با نام جشنواره فیلم اشتوریل، یک جشنواره بین‌المللی فیلم سالیانه است که از سال ۲۰۰۶ در ماه نوامبر در اشتوریل لیسبون برگزار می‌شود.
این جشنواره رقابتی است و شامل ۳ بخش فیلم بلند و فیلم مستند و انیمیشن است. جایزه جشنواره فیلم لیسبون و اشتوریل به مرغ دریایی نقره‌ای (Silver Seagull Award) موسوم است.